# Advanced Shipping Notice
Un Advance Ship Notice o Advance Shipping Notice (ASN) és una notificació de mercaderies pendents d'entrega, semblant a un "Packing list". En general s'envia en format electrònic i és un document comú d'intercanvi de dades electrònic o EDI (Electronic data interchange, en anglès).